# مایکل شولر
مایکل شولر (انگلیسی: Michael Schuler; ۸ نوامبر ۱۹۰۱ – ۱ ژانویهٔ ۱۹۷۴) ژیمناست هنری اهل ایالات متحده آمریکا بود.